# Мерлін

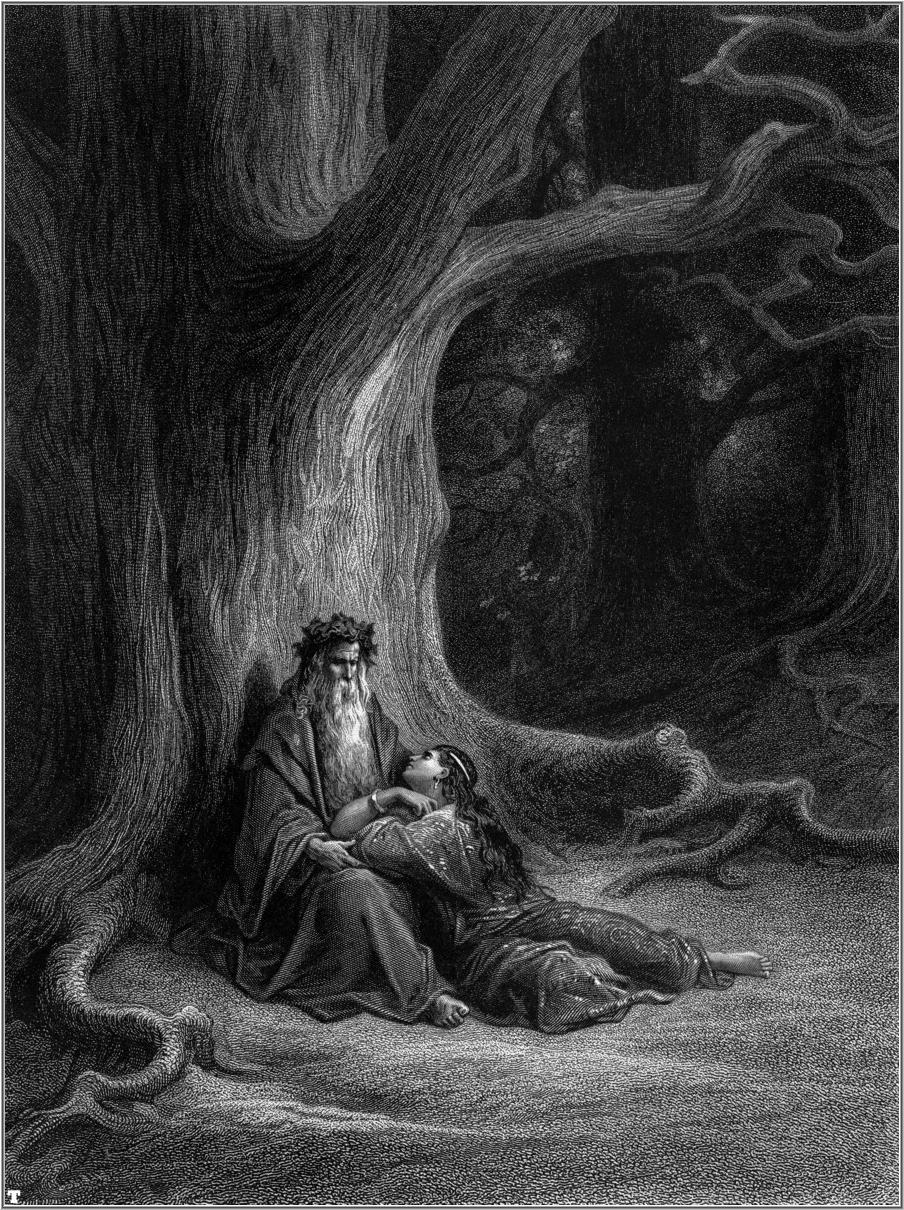

Ме́рлін (англ. Merlin) — віщун та мудрець у «легенді про короля Артура»; вчитель та вірний помічник короля Артура. Національний герой Англії.

## Легенда про Мерліна

### Народження Мерліна
Якось чорти на черговій нараді, згадуючи, як Ісус Христос, втілившись як людина та зійшовши до пекла, розніс пекло дощенту, вирішили створити пекельний аналог Христа − чорного пророка, який би служив бісам та вів людей до пекла. Інкубатором зла було обрано молоду дівчину, доньку одного багатого та сановитого чоловіка з Південного Уельсу, на ім’я Мерлін, і демони почали руйнувати її життя, аби довести її до стану, коли вона повністю відкриється бісам. Майже вся родина дівчини загинула у жахливі способи, вижила лише одна з її сестер − зла дівчина, повна протилежність добрій своїй сестрі.
Шанований священик на ім’я Блез, почувши про низку дивних збігів, внаслідок яких загинула шановна родина, прийшов та запропонував своє духівництво дівчині, щоб духовно її підтримати. Блез оберігав дівчину від підступів ворога; чорт шукав шляхів до неї, але не знаходив. Якось він під’юдив її сестру прийти додому п’яною з юрмою коханців та почати несправедливо лаяти й ображати сестру. Дівчина розгнівалася, відкривши тим самим свою душу злу, й біс-інкуб оволодів нею. Так був зачатий Мерлін.
Дівчину звинуватили в блуді (який за тодішніми законами карався стратою), але Блез, бажаючи захистити дівчину, в чию оповідь він єдиний повірив, запропонував замкнути її до вежі, доки її дитина не народиться, потім дозволити дівчині годувати дитину молоком, і лише потім судити та винести вирок. Під час вагітности дівчина та Блез молилися за ненароджену дитину. Бог, бажаючи надати ненародженому чаклуну можливість вибору, дав йому на додачу до повноти знання минулого (яким володіють чорти) повноту знання майбутнього (яке знає тільки Він та ангели Його). Коли син народився, він був волохатим; його охрестили Мерліном на честь діда. Це хрещення знищило темну сторону Мерлінової спадщини, але лишило його надприродні здібності.
Дівчина годувала Мерліна молоком вісімнадцять місяців. Він ріс надзвичайно швидко (коли йому було всього-навсього дев’ять місяців, він виглядав вже так, наче йому було два роки). Коли дівчину все ж потягли до суду та звинуватили в блуді, Мерлін сам став захисником своєї матері та заявив, що його мати невинна, і до того ж блуд трапляється раз у раз, просто це вдало приховують. Він розповів судді, що сам суддя народжений матір’ю не від законного чоловіка, а від свого духівника; матір судді це підтвердила. Якщо так, сказав суддя, я не страчу твою матір за злочин, який вибачаю своїй, але все ж − хто твій батько? Мерлін розповів судді, що він − син інкуба.
Після цього Мерлін попрохав Блеза, щоб той записував його пророцтва та хроніку його життя. Зокрема, за оповідями Мерліна Блез написав історію, як Йосип Ариматейський привіз Грааль до Британії.

### Молоді роки Мерліна
Коли король-узурпатор Вортигерн, аби вберегти свою владу, запросив саксів на чолі з Хенгістом, найманці підняли повстання проти короля. Вортигерн утік до Уельсу, до глухомані, до такої собі гори Ерір, і вирішив збудувати фортецю, в якій би відсидівся. Але стіни недобудованої фортеці раз у раз падали. Маугнацій, придворний чаклун Вортігерна, оголосив, що для того, аби стіни стояли, треба принести в жертву хлопчика, народженого без батька. Шпигуни обшукали Уельс та біля міста Кармартен знайшли такого хлопчика − малого Мерліна. Мерлін зголосився піти з ними.
Біля фортеці Мерлін сказав, що Вортигернові чаклуни − жалюгідні шарлатани, не здатні навіть назвати причину, через яку стіни фортеці падають. Як виявилося, під горою плещеться підземне озеро, і будувати тут нич просто не можна. Але це була лише половина справи: як виявилося, в озері ховалися двоє драконів, червоний та білий, які билися один з одним. (За однією з версій, дракони символізували бриттів та саксів, за іншою − самого Вортигерна та законних спадкоємців престолу: Аврелія та Утера). Так чи інакше, Вортигерн подарував Мерлінові недобудовану фортецю, а сам пішов та збудував іншу. Втім, прожив він недовго − невдовзі Аврелій та Утер повернулися до Британії, аби боронити її від саксів, а на додачу помститися Вортигернові за вбитого через його підступи брата Константа, і вони спалили вежу разом із королем.
Перемігши саксів, Аврелій забажав звести пам’ятник, який би увічнив жертв Хенгістової навали. Йому розповіли про молодого чарівника, який пророкував перед Вортигерном. Аврелій розшукав Мерліна та попрохав про допомогу. Мерлін розповів, що в Ірландії є кромлех, збудований велетнями давнини з чародійських каменів, наділених цілющою силою. Аврелій відвоював його в ірландського короля Гілломаурія та перевіз камені до Британії − але ніхто не знав, як встановити ці камені. Тоді Мерлін навчив лицарів Аврелія робити примітивні машини з мотузок та важелів, і за їхньою допомогою камені вдалося перетягти та встановити напрочуд легко. Так з’явився Стоунхендж, а лицарі визнали, що розум вищий за силу. Мерлін же створив для Аврелія бойовий стяг із зображенням червоного дракона. Втім, Мерлін не лишився при дворі − йому було важко жити з людьми; натомість він пообіцяв, що приходитиме на допомогу, щойно знадобиться.
На жаль, Аврелієві не було суджено довго правити (за однією з версій, він загинув від отрути, за іншою − в битві). Про його смерть сповістила комета, подібна до дракона, і Мерлін пояснив Утерові, що йому буде суджено стати королем та батьком одного з найзвитяжніших королів Британії. Зійшовши на престол, Утер змінив ім’я на Утер Пендрагон. За порадою Мерліна Утер створив Круглий Стіл − лицарський орден.

### Народження Артура
На одному з бенкетів Утер Пендрагон побачив красуню Ігрейну, дружину Горлойса, одного зі своїх васалів, та закохався в неї. Він відверто загравав з Ігрейною, і жінка з чоловіком втекли з бенкету. Утер оголосив Горлойсові війну за самовільне полишення королівського бенкету, і під час війни він зрозумів, що просто помирає від пристрасті, яка його випалює. Він попрохав вірного лицаря Ульфіна розшукати Мерліна, і Ульфін розшукав його (Мерлін трохи поглузував із Ульфіна, явившись йому злидарем). Мерлін погодився допомогти Утерові за умови, що той присягне на чотирьох Євангеліях, що виконає перше-ліпше прохання чарівника. Коли Утер присяг, Мерлін оголосив: він допоможе Утерові провести ніч з Ігрейною, якщо Утер погодиться, що дитина, яка народиться від цього зв’язку, належатиме Мерлінові. Утер погодився, і Мерлін перетворив його на Горлойса, Утер приїхав до замку Тінтагель, де переховувалася жінка, та розділив із нею ложе. Тим часом Горлойс загинув у бою, й Утер (повернувши свою правдиву подобу) запропонував Ігрейні руку та серце. Вона погодилася.
Коли Ігрейна народила Артура, Утер віддав його Мерлінові, а той віддав хлопчика на виховання лицареві на ім’я Ектор, який виховав Артура як власного сина. Невдовзі король захворів, і Мерлін, явившись йому перед смертю, спитав, чи згоден Утер, щоб його син Артур став королем Британії. Утер погодився.

### Мерлін та Артур
Після певного періоду безвладдя в Британії Мерлін та архієпископ Дубрицій зібрали баронів на нараду задля виборів нового короля. Обрати короля барони через внутрішні чвари не змогли й відтак забажали, щоб сам Мерлін вказав їм гідного кандидата (як вказав він на Утера). Мерлін відмовився, кажучи, що лише розгніває баронів, якщо вкаже їм кандидата безпосередньо, але натомість порадив баронам спільно помолитися на Різдво, і Христос, Який сказав «Стукайте — і відчинять вам» (Матвія 7:7), їм не відмовить.
На Різдво на богослужінні барони попрохали вказати їм гідного, і коли вони вийшли з собору − перед ними був камінь, із якого стирчав меч, на якому було написано: «Хто витягне цього меча з каменя, той стане королем Британії». (Цей меч — ще не Екскалібур, з яким його часто плутають). На Новий рік барони погодилися провести в місті (Силчестер чи Лондон) лицарський турнір, після якого кожен може спробувати меча. На турнір прибув і Ектор із синами − старшим сином Кеєм та молодшим Артуром. Кей загубив свого меча, і Артур, розшукуючи для брата меч, побачив якийсь незрозумілий меч і… витяг його з каменя.
Однак певна партія баронів на чолі з королем Лотом не прийняла молодого короля та підняла проти нього повстання. Мерлін допоміг Артурові перемогти Лота в двох битвах − при Карлеоні та Бедегрейнському лісі.
Коли Артур втратив свого меча у двобої з королем Пелінором, Мерлін врятував молодого короля (оглушивши Пелінора) та чарами викликав Володарку Озера, яка подарувала Артурові Екскалібур. (Перед смертю Артур повернув меч до озера).
Коли Артур закохався в Гвіневру, Мерлін намагався переконати його обрати іншу, але так і не зміг.

### Ув’язнення Мерліна

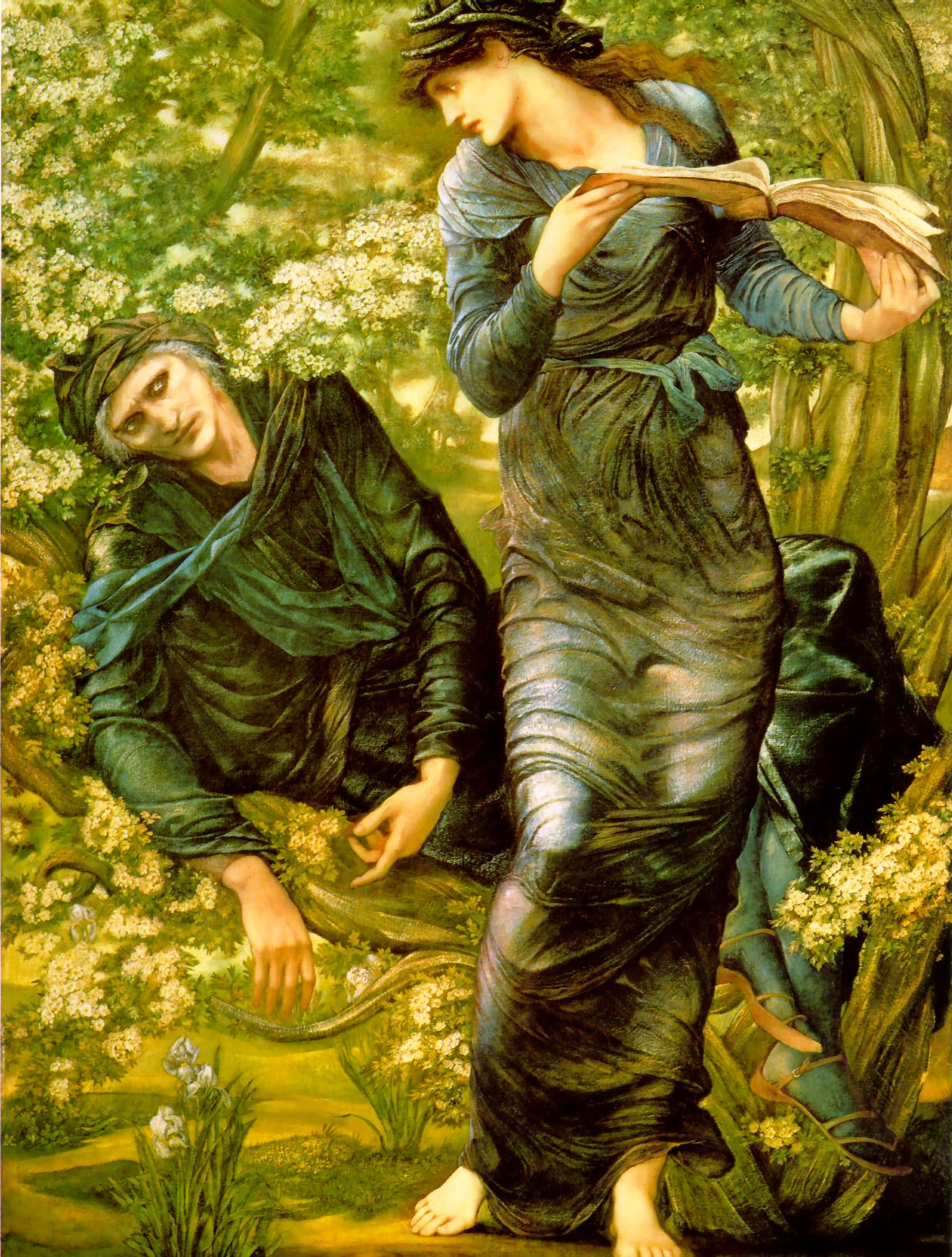
Едвард Берн-Джонс «Мерлін та Німує»

На весіллі Артура та Гвіневри Мерлін познайомився з молодою дівчиною Німуе, в яку до безтями закохався. Вона не кохала Мерліна (бо мала його за небезпечну дитину демона), але залюбки використовувала його, щоб вивчитися в нього магії. Коли ж Німуе стала вправною чарівницею, вона зачаклувала Мерліна, запроторивши його до в’язниці (якої саме − версії варіюються: у печеру; під камінь; у кущ глоду; у в’язницю на повітрі…). Чарівник знав достеменно, що з ним трапиться, але не мав сили протистояти коханій дівчині.
За іншою версією, кохання Мерліна та Німуе було взаємним, а зачаклувала вона його, бо хотіла, щоб коханий належав їй та тільки їй.

### Інші версії
Легенда про Мерліна, як і всі версії легенди про короля Артура, вирізняється розмаїттям версій.
У поемі Гальфрида Монмутського «Життя Мерліна» Мерлін, король деметів, божеволіє після битви при Арфдеридді та йде жити до лісу. Його сестра Ганеїда хвилюється через це та йде до нього, прохає повернутися; Мерлін приходить на якийсь час жити до Ганеїди та її чоловіка Родарха, але невдовзі йому гіршає, бо забагато при дворі людей. Родарх, переконавшись (хибно), що Мерлін − звичайний божевільний, відпускає його; перед відходом Мерлін каже своїй дружині Гвендолоені, що кохає її, але повернутися не зможе, тому вона вільна й може одружуватися знову. Єдине, що її новий наречений не мусить зустрічатися з Мерліном, бо інакше Мерлін за себе не відповідає. Але в рік смерти Костянтина III Мерлін прочитав у небі, що Гвендолоена знов одружилася, вирішив зробити їй на весілля подарунок (стадо оленів), мимоволі зустрів її нового нареченого, на Мерліна найшло божевілля, й він вбив нареченого. Потім Родарх знову привів Мерліна до свого палацу, Мерлін переконав його в тому, що він пророк, а не просто божевільний, і Родарх змурував для нього в лісі дім із 70 вікнами, звідки Мерлін міг би спостерігати за зірками. Одного разу, коли Ганеїда навідала Мерліна, той сказав їй, що Родарх помер, а також попросив прислати до себе Талієсина, який повернувся з Арморики після навчання. Талієсин стає учнем Мерліна.
Під час сильного дощу, у лісі утворюється джерело. Мерлін п'є з цього джерела, від чого його здоровий глузд знову повертається до нього. Почувши, що Мерлін вилікувався, демети хочуть, щоб він став їхнім правителем. Мерлін відмовляється, зважаючи на свій вік. Якось Мерлін зустрічає у лісі божевільного, у якому впізнає старого друга Мельдіна. Провидець приводить свого друга до джерела, що й виліковує його. У той же час, Ґанеїда виявляє в собі пророчий дар, і Мерлін кінець кінцем полишає свою громаду на неї.
В романі Дідо «Персиваль», який, найімовірніше, переказує втрачений роман Робера де Борона, Німуе відсутня, а Мерлін іде до своєї хижі − esplumoir (клітка для птахів, які линяють) − добровільно, щоб лишитися там до кінця світу. Найімовірніше, ця версія старша за версію, де присутня Німуе.
В лицарському романі XIV сторіччя «Персефорест» батько Мерліна − не чорт, а сер Крудель, принц Нортумбрії. Хенгіст, перебуваючи в Нортумбрії, ув’язнює Круделя та бере в облогу вежу, де сидить Міміана − кохана Круделя, вже від нього вагітна. І оскільки вежа майже не укріплена, й Хенгіст її ось-ось візьме, Зефір переносить Міміану з Нортумбрії до Кармартена, де вона народжує Мерліна.

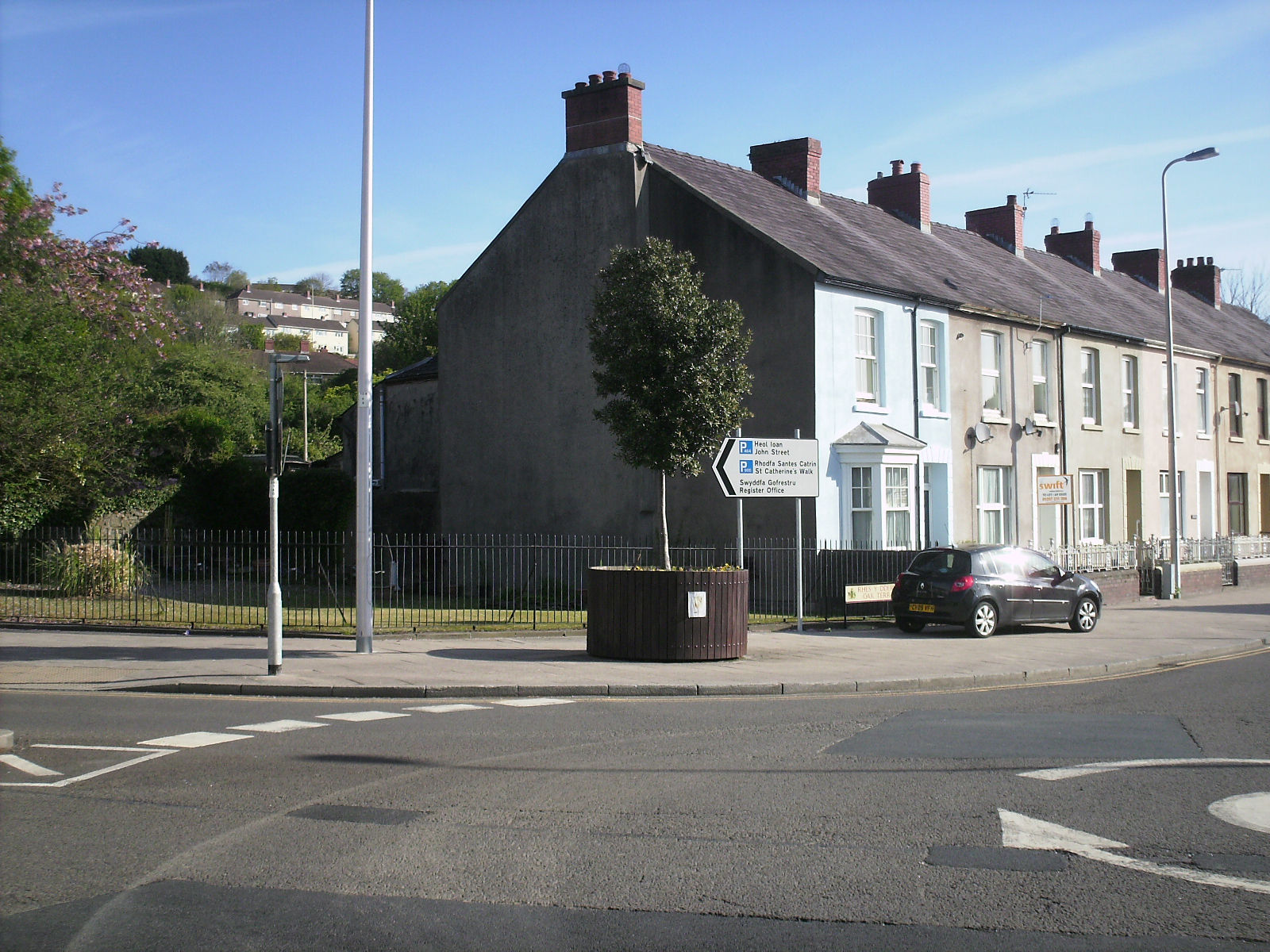
Місце, де в 17-18 ст. показували т.зв. «Мерлінів дуб». Наразі тут посадили новий дуб.

В лицарському романі 16 ст. «Меморіал про діяння Другого Круглого Столу» (Memorial das Proezas da Segunda Távola Redonda) Утер Пендрагон, не повіривши, що Артур − його син, наказує його стратити, але Мерлін воскрешає Артура. Також там згадується ворог Мерліна − африканський чаклун Телорік, спадкоємець Атланта, який після смерти Артура об’єднується з синами Мордреда, щоб захопити Західну Європу.
В пізньосередньовічному Уельсі побутувало чимало легенд про Мерліна. Наприклад, показували дім у Кармартені, де він буцімто народився (на Прайорі-Стріт), а також дуб, який він буцімто посадив та попередив: впаде дуб − лихо місту. (Дуб отруїли на початку XIX сторіччя, але в 2009 на тому самому місці посадили новий).
Ще в XII ст. Гіральд Камбрійський розмежовував двох Мерлінів: Мерлін Амвросій (який пророкував перед Вортігерном) та Мерлін Лісовий (каледонець, який служив королю Артуру, побачив під час якоїсь битви в небі знамення, збожеволів та пішов жити до лісу). В XVI ст. Еліс Гріффідд теж розрізняв двох Мерлінів (Мерлін Амвросій, слуга короля Артура, та Мерлін Дикий, божевільний пророк кінця VI ст.), але водночас наводив повір’я, що чарівник Мерлін, поет Талієсин та Мерлін Дикий − один і той самий дух, який набирав три різні подоби.
Вважалося, що Мерлін переконав володарів Тринадцяти скарбів Британії віддати їх йому та пішов із ними у свою скляну вежу на острові Бардсі. Вважалося, що Мерлін, коли мешкав на горі Ерір, зібрав чимало скарбів, а коли Аврелій прикликав його до себе − надійно заховав ці скарби. Коли народиться той, кому вони призначені, та прийде до Мерлінової печери − він почує дзвін, який сповістить його.

## Походження легенди

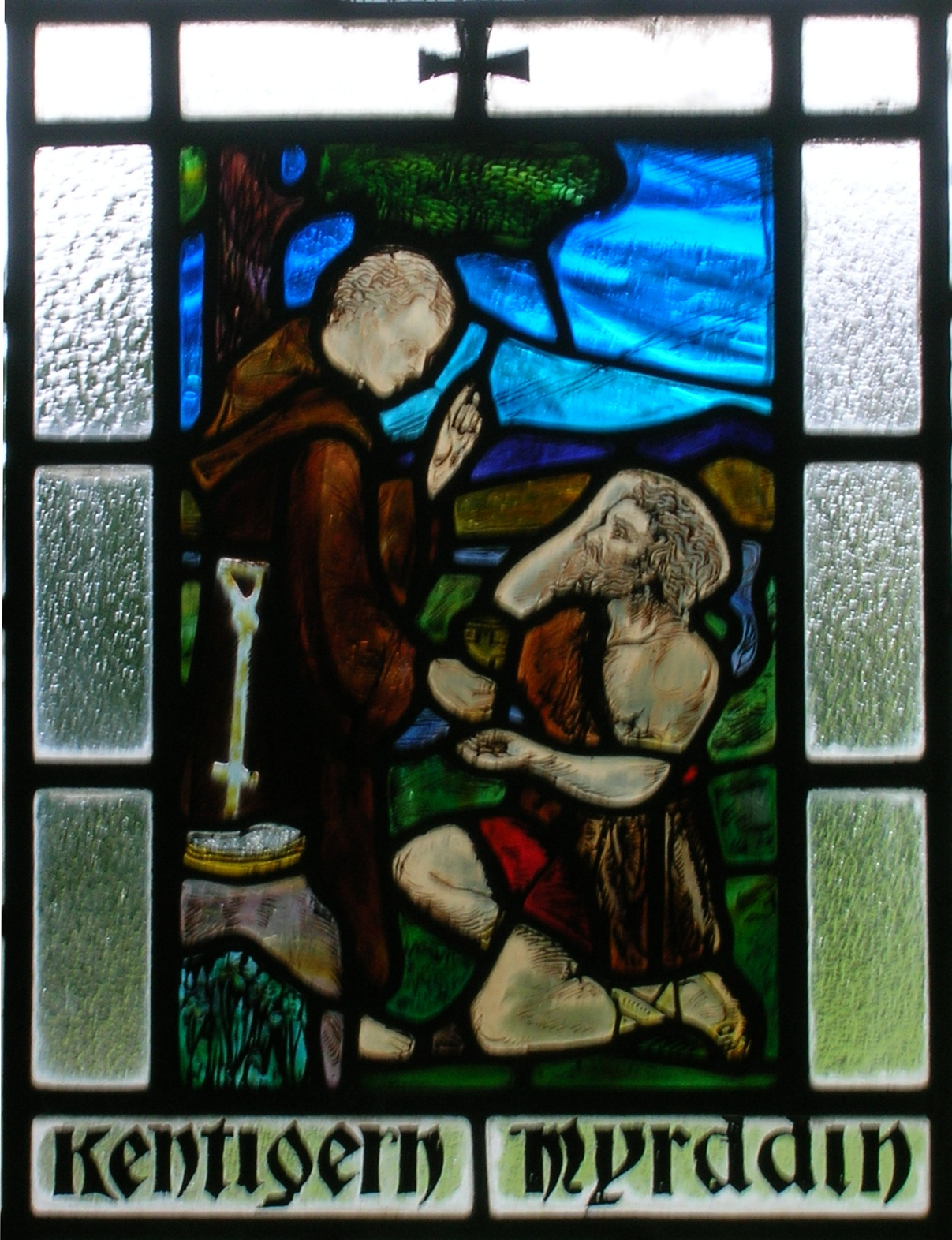
Святий Мунго навертає Мерліна до християнства. Вітраж у церкві Стобо Кірк, Шотландія

Етимологія імені «Мерлін» − або, точніше, «Мірддін», Myrddin − невідома. За однією з версій, ім’я Myrddin походить від індоєвропейського кореня *myr, «надприродня істота» (пор. ірландську Морріґан, українське «марище, примара») та валлійського dyn, «людина». За іншою − Мерлін постав із народної етимології назви міста Кармартен. Цікаво, що в валлійських Тріадах стверджується, що до того, як Британію заселили люди, вона звалася Clas Myrddin, «Притулок Мірддіна».  
У валлійській поезії, незалежній від континентальних романів, Мерлін майже не простежується, зате добре присутній такий собі Мірддін Дикий (Myrddin Wyllt), напівлегендарний божевільний віщун-відлюдько кінця VI сторіччя, хоч він майже не скидається на Мерліна, як ми його знаємо. За легендою, Мірддін був бардом та воїном північного язичницького короля Гвенддолеу. Після того, як король Гвенддолеу програв у битві при Арфдеридді, а від руки самого Мерліна полягли діти такої собі Гвендідд, жінки, яка для Мірддіна щось важила (в ранніх версіях це його кохана, в пізніших − сестра), Мірддін збожеволів та пішов до лісу, де писав поеми. Єдиним слухачем цих поем було порося, яке прибилося до барда, і одна з Мерлінових поем так і зветься − «Вітаю тебе, маленьке поросятко!»
Незадовго до смерті Мірддіна знайшов у лісі святий Мунго, який навернув його до Христа, сповідав та причастив. Останнім пророцтвом Мірддіна було, що невдовзі вони помруть обидва, зокрема сам Мерлін помре потрійною смертю. Це справдилося: Мірддіна спіймали та забили кийками пастухи, а потім скинули в річку, де його тіло прохромив кілок.
Наскільки можна судити, Мерлін як відомий нам персонаж постав із поєднання рис двох легендарних героїв: Мірддіна Дикого та Амвросія Авреліана, романо-британського полководця, який також інколи зображувався як віщий хлопчик. У результаті виник персонаж, якого Гальфрид назвав «Мерліном Амброзієм».

## Мерлін у літературі
- В італійських Новелліно XIII сторіччя — ім'я Мерліна зустрічається кілька разів (новели 25, 66, 70). Новела 70 має підзаголовок «Пророцтво Мерліна».[9]
- Французький роман Роберта де Борона (бл. 1200).
- Сер Томас Мелорі, «Смерть Артура» (Sir Thomas Malory, «Le Morte d'Arthur»), 1470.

### У сучасній культурі
- Архетип мудрого старця, наставника головного героя і трохи маніпулятора, став класичним для фентезі. Найвідоміші приклади − Ґендальф із творів Джона Р.Р. Толкіна та Дамблдор із творів Джоан К. Роулінг.
- В серії «Поле битви» телесеріалу «Доктор Хто» головний герой виявляє, що Мерлін − це він сам, одне з його майбутніх втілень чи щось подібне.